# Juan Carlos Romero Ruiz
Juan Carlos Romero Ruiz (n. Castuera, provincia de Badajoz; 16 de agosto de 1967) es un ciclista español - profesional entre 1990 y 1993 ininterrumpidamente, conocido en estos años como Juan Romero.
Siempre estuvo ligado a los equipos dirigidos por Javier Mínguez, primero BH que después pasó a denominarse Amaya Seguros.
Su labor siempre era la de gregario de los diferentes jefes de filas que tuvo (Laudelino Cubino, Fabio Parra, Jesús Montoya, Oliverio Rincón...). Siempre se sacrificaba por el equipo, circunstancia que provocó que solamente consiguiera una victoria como profesional.
Su única victoria como profesional fue la Subida al Naranco del 1991, donde aventajó a su jefe de filas Oliverio Rincón y a José María Jiménez Chava.

## Palmarés
1991
- Subida al Naranco

## Equipos
- BH-Amaya Seguros (1990)
- Amaya Seguros (1991-1992)
- ONCE (1993)